# Microdon crematogastri
Microdon crematogastri là một loài ruồi trong họ Ruồi giả ong (Syrphidae). Loài này được Speiser mô tả khoa học đầu tiên năm 1913. Microdon crematogastri phân bố ở vùng Châu Phi